# Director de televisió
El director de televisió és la persona encarregada de dirigir les activitats que involucren gravar o filmar una producció de televisió.

## Obligacions
Les obligacions del director de televisió varien conforme es tracti d'una producció en viu ?com la transmissió del noticiari o d'un esdeveniment esportiu- o d'una filmada o gravada.
En els dos casos és responsable de supervisar la col·locació de les càmeres, dels elements d'il·luminació, micròfons i elements de suport. En una producció de ficció el seu rol és similar a la d'un director de cinema, fent suggestions als actors, indicant a l'operador quan començar i finalitzar la filmació. En les sèries de televisió compostes de diversos episodis, el paper del director pot diferir del rol del director de cinema doncs solament treballarà en un o en diversos episodis en lloc de ser l'autor de la totalitat de la producció; en aquest cas el control creatiu estarà més aviat en mans del productor de televisió de la sèrie.

## Responsabilitats
En les produccions en directe, el director a més de donar amb promptitud les ordres del moment, ha de conservar la calma i mantenir l'ordre a la sala de control, en el pis de filmació i en tots els llocs sota la seva supervisió.
L'estudi per al noticiari pot tenir, com més, quatre càmeres amb moviments reduïts. En una transmissió esportiva pot haver-hi 20 o 30 càmeres i ha d'indicar-li contínuament als operadors què han d'enfocar.
En tant el director és responsable dels elements específics que fan a la producció, el productor de televisió -generalment assegut a la sala de control en un segon pla darrere del director- fa una coordinació més general, que inclou les pautes publicitàries i la durada del programa.